# André Ravéreau
André Ravéreau, né le 29 juillet 1919 à Limoges et mort le 12 octobre 2017 à Aubenas, est un architecte français. En 1980, il reçoit le Prix Aga Khan d'architecture. Il est élevé au rang d'Achir de l'Ordre du Mérite National d'Algérie en 2012.

## Biographie
Cet ancien élève d'Auguste Perret à l'École des Beaux Arts de Paris, visite la vallée du M'zab en Algérie en 1949 alors qu'il est étudiant. En découvrant les cités du M'zab, André Ravéreau prend conscience, au-delà du choc émotionnel, de ce que cette architecture peut apporter à la définition de nouvelles pratiques.
En pleine tourmente algérienne, son diplôme d'architecture en poche, il décide d'y retourner. Pour lui, les cités Ibadites offrent l'exemple le plus achevé d'une adaptation aux contraintes du milieu, d'une architecture et d'un urbanisme respectueux de l'environnement. Pour renforcer sa compréhension du lieu il installe son atelier à Ghardaïa en 1959. L'atelier créé verra se succéder plusieurs jeunes architectes et étudiants venus se confronter à cette gestion du territoire respectueuse des traditions culturelles et du contexte naturel. Ce coup de cœur pour une « leçon d'architecture », il le rapporte dans un livre préfacé par l'Égyptien Hassan Fathy et illustré par des photographies de Manuelle Roche, sa compagne.

« Ce qui frappe l’observateur, ici, c’est l’unité générale de caractère. Il n’y a pas deux gestes, que l’on construise le barrage, la mosquée, la maison... Les bâtisseurs ont réduit et épuré toutes les raisons d’influences ou de prestige et choisi des solutions égalitaires - pas de palais au M’Zab -, ils se sont trouvés confrontés aux seuls problèmes de défense et d’environnement. »

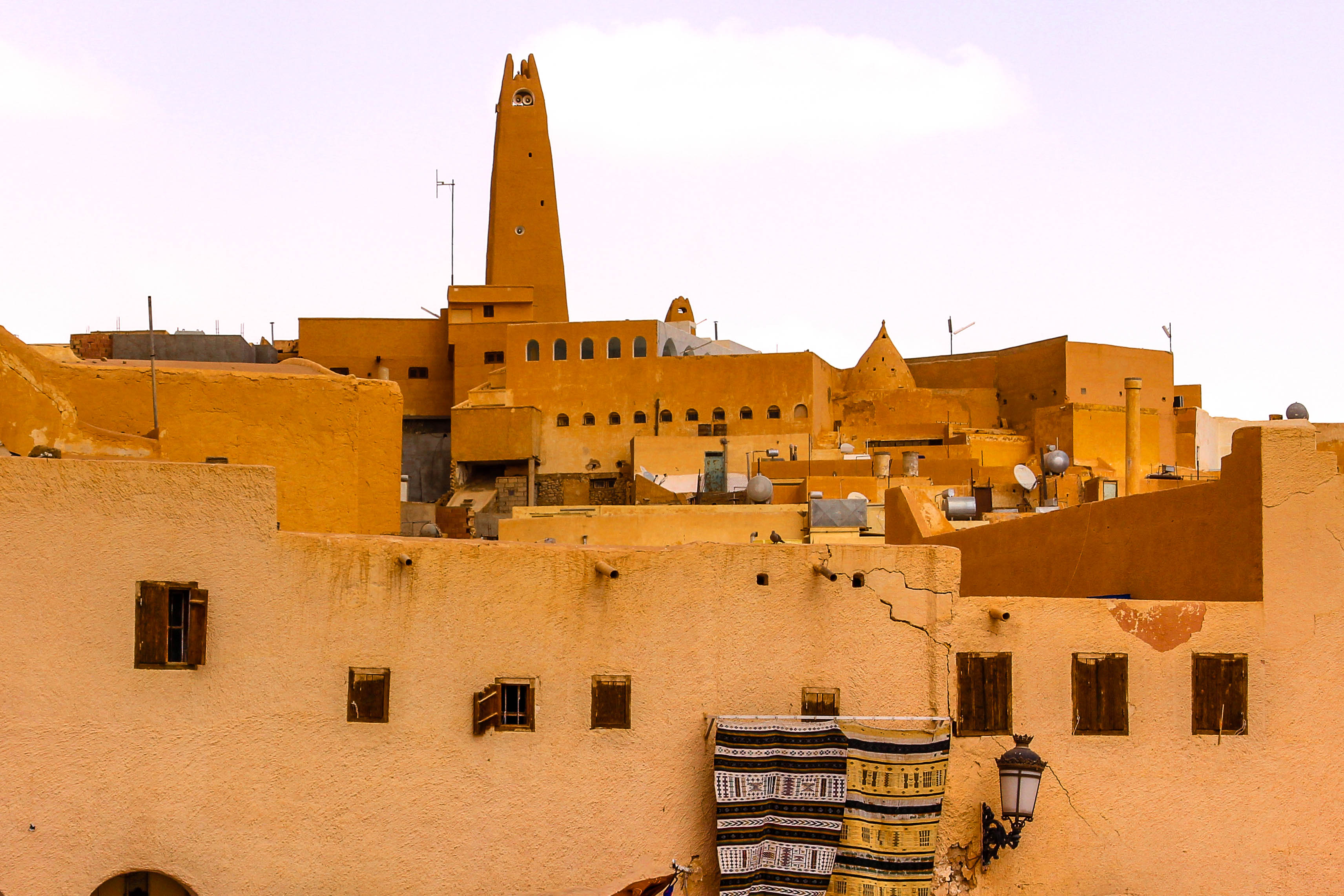
La grand mosquée de la ville de Ghardaïa dans la vallée du M'zab en Algérie.

André Ravéreau ne cherchera pas à reproduire les formes de l’architecture vernaculaire, mais plutôt à en percer les subtilités afin d’ancrer ses créations dans la profondeur d’une culture. « Je m’intéresse particulièrement à l’architecture dite “populaire”. J’y découvre des subtilités constructives remarquables, des inventions ingénieuses, une rigueur qui, à mes yeux, fait parfois défaut à certaines architectures “de représentation”. […] L’architecture populaire est également savante, dans la mesure où elle est le fruit d’un savoir très élaboré. » (André Ravéreau, cité dans Vincent Bertaud du Chazaud, Du local à l’universel, éditions du Linteau, 2007, p. 105.)
Après l'Algérie, André Ravéreau s'installe définitivement en France. Depuis sa demeure ardéchoise, il continue à concevoir une architecture respectueuse de son environnement, dont le dispensaire de Mopti, dont les études furent achevées en 1974. La justesse des choix de matériaux et des techniques, la réponse aux exigences climatiques, l'attention aux usages sociaux et culturels, seront récompensées en 1980 par le Prix Aga Khan d'architecture « destiné à encourager la reconnaissance de l'architecture en pays d'Islam. »
Cette recherche de l'évidence des solutions architecturales, André Ravéreau la nourrit pendant toute sa carrière par un travail permanent d'analyse des architectures savantes et vernaculaire. Il sera un temps Architecte des Monuments Historiques en Algérie, et chargé de mission par l'UNESCO pour la citadelle de la Casbah d'Alger.

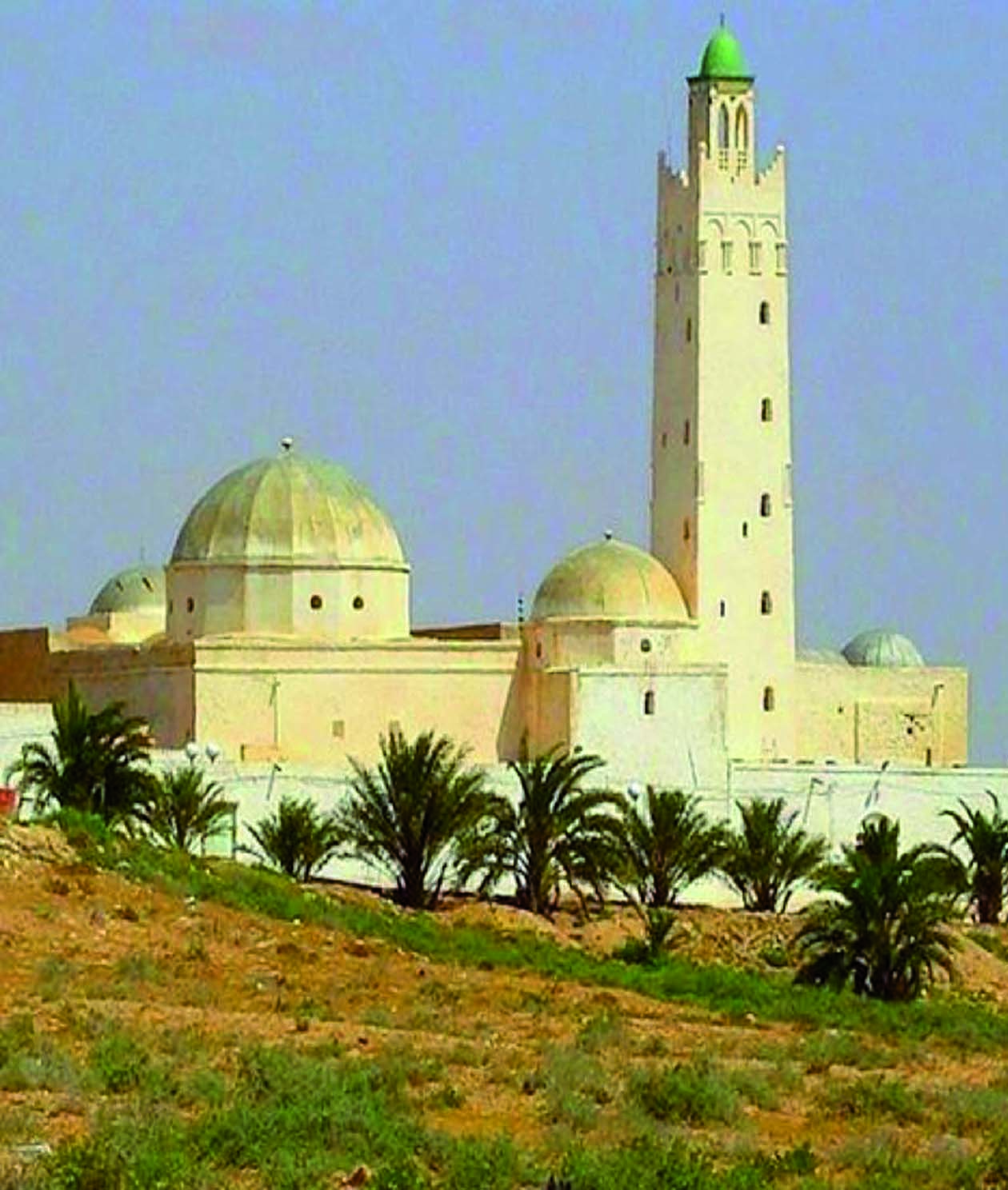
Mosquée de Sidi Okba dans la wilaya de Biskra, Algérie

C'est lors de son affectation aux Monuments Historiques d'Algérie qu'il parviendra à sauver une grande partie du patrimoine culturel et architectural du pays. Il obtiendra, entre autres, la classification au Patrimoine Mondial de l'UNESCO de la ville de Ghardaïa et de la mosquée de Sidi Okba. Cette mosquée était menacée de démolition à la suite des dégâts des eaux engendrés par des inondations. André Ravéreau s'est opposé à la décision du Wali et est parvenu à sauvegarder une construction séculaire, exemplaire en matière de conception architecturale. André Ravéreau est un des grands architectes qui a contribué non seulement à la reconstruction et au développement d'un pays récemment indépendant mais également à la conservation de constructions issues de savoir-faire ancestral,.

Il est considéré comme un nom important de l'architecture située et environnementale. 
[Son geste] n'est pas architectural, mais avant tout situé. C'est en quoi [son] geste est "juste" et non pas purement formel. 
Son rôle d’architecte conseil au C.A.U.E. de Lozère, entre 1985 et 1993, le conduit à publier de nombreux travaux aux ambitions renouvelées. Ses études approfondies sur des lieux emblématiques – du M'zab au Caire, en passant par Alger – aboutissent à plusieurs publications. Il engage alors une réflexion sur les détails des éléments architecturaux savants et vernaculaires à travers tout le bassin méditerranéen : la baie, le chapiteau, le portique…  
Il est élevé au rang d'Achir de l'Ordre du Mérite National d'Algérie en 2012 pour sa contribution à la valorisation du patrimoine.
Jusqu’à l’âge de 98 ans, il poursuit sans relâche ses recherches, enrichies par les fonds photographiques de Manuelle Roche et nourries de nouvelles réflexions.
André Ravéreau s’éteint le 12 octobre 2017 à Aubenas, en Ardèche.